# Gisela Riera
| jaar | rang enkelspel | rang dubbelspel |
| ---- | -------------- | --------------- |
| 1993 | 763            | 628             |
| 1994 | 381            | 576             |
| 1995 | 280            | 590             |
| 1996 | 267            | 392             |
| 1997 | 381            | 263             |
| 1998 | 167            | 194             |
| 1999 | 158            | 106             |
| 2000 | 178            | 105             |
| 2001 | 253            | 138             |
| 2002 | 585            | 260             |

Dit is een Spaanse naam; Riera is de vadernaam en Roura is de moedernaam.
Gisela Riera Roura (Barcelona, 7 mei 1976) is een voormalig tennisspeelster uit Spanje. Riera begon met tennis toen zij acht jaar oud was. Haar favoriete ondergrond is gravel. Zij speelt rechtshandig. Zij was actief in het internationale tennis van 1993 tot en met 2003.

## Loopbaan

### Enkelspel
Riera debuteerde in 1994 op het ITF-toernooi van Murcia (Spanje), waar zij de finale bereikte – zij verloor van landgenote Ana Alcázar. In 1998 veroverde Riera haar eerste titel, op het ITF-toernooi van Mallorca (Spanje), door landgenote Rosa María Andrés Rodríguez te verslaan. In totaal won zij vier ITF-titels, de laatste in 2000 in Grado (Italië).
In 1999 speelde Riera voor het eerst op een WTA-hoofdtoernooi, op het toernooi van Bogota – zij bereikte er de tweede ronde. Haar beste resultaat op de WTA-toernooien is het bereiken van de kwartfinale, op het toernooi van São Paulo 1999.
Haar hoogste notering op de WTA-ranglijst is de 136e plaats, die zij bereikte in juni 1999.

### Dubbelspel
Riera behaalde in het dubbelspel betere resultaten dan in het enkelspel. Zij debuteerde in 1994 op het ITF-toernooi van haar geboortestad Barcelona (Spanje), samen met landgenote Sandra Costa Corral. Zij stond in 1996 voor het eerst in een finale, terug op het ITF-toernooi van Barcelona, geflankeerd door de Oostenrijkse Désirée Leupold – zij verloren van het Spaanse duo Marta Cano en Nuria Montero. In 1997 veroverde Riera haar eerste titel, op het ITF-toernooi van Girona (Spanje), samen met landgenote Conchita Martínez Granados, door het Spaanse duo Lourdes Domínguez Lino en Nuria Montero te verslaan. In totaal won zij acht ITF-titels, de laatste in 2000 in Porto (Portugal).
In 1998 speelde Riera voor het eerst op een WTA-hoofdtoernooi, op het toernooi van Istanbul, samen met de Italiaanse Alessia Lombardi. Zij stond in 1999 voor het eerst in een WTA-finale, op het toernooi van Tasjkent, samen met landgenote Eva Bes – zij verloren van het koppel Jevgenia Koelikovskaja en Patricia Wartusch. Later dat jaar had Riera haar grandslamdebuut, op het US Open, terug met Eva Bes. Eénmaal won zij een grandslampartij, op Roland Garros 2000 – met Eva Bes nam zij daar revanche op Jevgenia Koelikovskaja en Patricia Wartusch.
Haar hoogste notering op de WTA-ranglijst is de 71e plaats, die zij bereikte in juni 2000.

#### Gemengd dubbelspel
Slechts één keer nam Riera deel aan deze discipline, op Wimbledon 2000. Aan de zijde van landgenoot Juan Ignacio Carrasco bereikte zij er de derde ronde.

## Palmares
| Legenda                |
| ---------------------- |
| Grandslamtoernooi      |
| Olympische Spelen      |
| Year-End Championships |
| Tier I                 |
| Tier II                |
| Tier III               |
| Tier IV & V            |

### WTA-finaleplaatsen enkelspel
geen

### WTA-finaleplaatsen vrouwendubbelspel
| nr.              | finale     | toernooi     | ondergrond | partner | tegenstandsters                          | score    |         |
| ---------------- | ---------- | ------------ | ---------- | ------- | ---------------------------------------- | -------- | ------- |
| gewonnen finales |            |              |            |         |                                          |          |         |
| geen             |            |              |            |         |                                          |          |         |
| verloren finales |            |              |            |         |                                          |          |         |
| 1.               | 1999-06-13 | WTA Tasjkent | hardcourt  | Eva Bes | Jevgenia Koelikovskaja Patricia Wartusch | 6-7, 0-6 | details |

### Gewonnen ITF-toernooien enkelspel
| nr. | finale     | toernooi | dotatie | ondergrond | tegenstandster in finale    | score         |
| --- | ---------- | -------- | ------- | ---------- | --------------------------- | ------------- |
| 1.  | 1998-02-15 | Mallorca | $10.000 | gravel     | Rosa María Andrés Rodríguez | 6-4, 6-3      |
| 2.  | 1998-06-06 | Ceuta    | $10.000 | hardcourt  | Bahia Mouhtassine           | 7-5, 2-6, 6-2 |
| 3.  | 1998-07-12 | Puchheim | $25.000 | gravel     | Ljoebomira Batsjeva         | 6-4, 6-4      |
| 4.  | 2000-06-18 | Grado    | $25.000 | gravel     | Flora Perfetti              | 6-2, 6-4      |

### Gewonnen ITF-toernooien dubbelspel
| nr. | finale     | toernooi   | dotatie | ondergrond | partner                    | tegenstandsters in finale                              | score         |
| --- | ---------- | ---------- | ------- | ---------- | -------------------------- | ------------------------------------------------------ | ------------- |
| 1.  | 1997-10-12 | Girona     | $10.000 | gravel     | Conchita Martínez Granados | Lourdes Domínguez Lino Nuria Montero                   | 2-6, 6-3, 6-4 |
| 2.  | 1998-05-24 | Zaragoza   | $10.000 | gravel     | Aliénor Tricerri           | Lourdes Domínguez Lino Veronica Stele                  | 6-4, 6-1      |
| 3.  | 1998-06-06 | Ceuta      | $10.000 | hardcourt  | Aliénor Tricerri           | Tamara Aranda Julia Carballal                          | 6-3, 6-3      |
| 4.  | 1998-07-26 | Valladolid | $25.000 | hardcourt  | Selima Sfar                | Rosa María Andrés Rodríguez Eva Bes                    | 7-6, 7-6      |
| 5.  | 1999-06-20 | Marseille  | $50.000 | gravel     | Raluca Sandu               | Eva Martincová Lenka Němečková                         | 6-4, 7-6      |
| 6.  | 1999-06-27 | Gorizia    | $25.000 | gravel     | Mariam Ramón Climent       | Marketa Kochta Erica Krauth                            | 7-5, 6-3      |
| 7.  | 2000-03-26 | Tarente    | $25.000 | gravel     | Eva Bes                    | Stéphanie Foretz Antonella Serra Zanetti               | 6-7, 6-2, 6-2 |
| 8.  | 2000-05-21 | Porto      | $75.000 | gravel     | Eva Bes                    | Rosa María Andrés Rodríguez Conchita Martínez Granados | 6-3, 6-3      |

## Resultaten grandslamtoernooien
| Legenda | Legenda                          |
| ------- | -------------------------------- |
| g.t.    | geen toernooi gehouden           |
| l.c.    | lagere categorie                 |
| –       | niet deelgenomen                 |
| G       | uitgeschakeld in de groepsfase   |
| 1R      | uitgeschakeld in de eerste ronde |
| 2R      | uitgeschakeld in de tweede ronde |
| 3R      | uitgeschakeld in de derde ronde  |
| 4R      | uitgeschakeld in de vierde ronde |
| KF      | uitgeschakeld in de kwartfinale  |
| HF      | uitgeschakeld in de halve finale |
| F       | de finale verloren               |
| W       | het toernooi gewonnen            |
| w-v     | winst/verlies-balans             |

### Enkelspel
geen deelname

### Vrouwendubbelspel
| toernooi        | 1999 | 2000 | 2001 |
| --------------- | ---- | ---- | ---- |
| Australian Open | –    | 1R   | 1R   |
| Roland Garros   | –    | 2R   | –    |
| Wimbledon       | –    | 1R   | –    |
| US Open         | 1R   | 1R   | 1R   |

### Gemengd dubbelspel
| toernooi        | 2000 |
| --------------- | ---- |
| Australian Open | –    |
| Roland Garros   | –    |
| Wimbledon       | 3R   |
| US Open         | –    |